# Ушанов, Яков Васильевич
Яков Васильевич Ушанов (1891 - 1918)  —  большевик, первый председатель Усть-Каменогорского совдепа. 7 ноября 1918 года сожжён анненковцами в топке парохода «Монгол».

## Биография
Родился 6 апреля 1891 года в селе Левая Россошь Воронежской губернии.
По окончании начальной сельской школы он поступил в городское училище. Годы его учёбы в старших классах совпали с бурными революционными событиями в Воронеже, откуда Яков вернулся в родное село Левая Россошь. В мае 1909 года семья Ушановых переехала в Усть-Каменогорск, откуда в 1914 году с началом Первой Мировой войны Яков был призван в действующую армию. Революцию 1917 года Яков застал в Петрограде достаточно молодым человеком (26 лет), но это не помешало ему вступить в большевистскую партию и, пройдя краткосрочные курсы большевистских пропагандистов, в ноябре 1917 г. направиться по поручению партийного руководства в Усть-Каменогорск.
Приехав в Усть-Каменогорск, Ушанов первым делом принялся объединять местные коммунистические группы в единую боевую организацию. Молодой, энергичный он быстро стал идейным руководителем Советов. Под его руководством 13 февраля 1918 года проходила первая уездная партийная конференция. Затем был создан уездный комметет РСДРП(б). Его председателем все единодушно избрали Ушанова. Уездный комитет стал боевым штабом революционных сил. Усть-Каменогорская партийная организация через казахских революционеров поддерживала связь с аулами. Активные члены укома, боевые соратники Ушанова - Шоки Башиков, Жанузак Танирбергенов и другие переводили на казахский язык и распространяли революционно-марксистскую литературу.
В начале марта 1918 года вся власть перешла городскому комитету Совдепа, председателем которого стал Яков Васильевич Ушанов. Весной того же года Советская власть была установлена в Зайсане, а также во всех сёлах и населённых пунктах соседнего Бухтарминского уезда
14 марта 1918 года был избран председателем Усть-Каменогорского Совета.
18 марта 1918 года в Усть-Каменогорске состоялся первый уездный съезд Советов. Одной из первоочередных задач этого съезда было помочь в создании РККА. Была организована еженедельная газета «Голос Алтая» (орган Совдепа). Избраны руководящие органы уездного Совдепа во главе с Яковом Ушановым.
В связи с продуктовым кризисом, Яков Ушанов принялся выполнять задания партии и правительства, в самом городе установили определённую норму, запретили свободную продажу хлеба, ликвидировали районные продовольственные комитеты. Всю продовольственную работу сосредоточил в своих руках Совдеп
Но вскоре из станиц, прилегающих к городу, стали приходить тревожные для власти известия, о том что казачество готовится к борьбе с Советской властью. Для борьбы с белогвардейцами Ушанов принял ряд контрмер. Совдеп вынес решение: всех сопротивляющихся Советской власти и проводящих враждебную агитацию против неё подвергать аресту и суду ревтрибунала.
В ночь с 9 на 10 июня 1918 г., несмотря на сопротивление отряда красногвардейцев, основная часть которого находилась на подавлении крестьянских восстаний в волостях, в городе произошёл контрреволюционный переворот. Ушанов и другие активисты Совета были схвачены сторонниками белых и заключены под стражу. Согласно распространённой версии, 25 октября 1918 г. был сожжён подчинёнными атамана Анненкова в топке парохода «Монгол».

## Память
Имя Ушанова носят село Ушановское, в советское время в его честь была названа улица (ранее — Никольская, ныне — улица Казахстан) и площадь Ушанова в г. Усть-Каменогорске.

## В художественной литературе
Усть-Каменогорский поэт Михаил Иванович Чистяков посвятил Ушанову поэму «Яков Ушанов».
Обстоятельства пленения и гибели Якова Ушанова описываются в очерке Ж. Ибраева «По горячему следу» и романе Н. Чекменева «Семиречье», т. 2.